# Música electrónica
La música electrónica es aquel tipo de música que emplea instrumentos musicales electrónicos y tecnología musical electrónica para su producción e interpretación. En general, se puede distinguir entre el sonido producido mediante la utilización de medios electromecánicos, de aquel producido mediante tecnología electrónica, que también pueden ser mezclados. Algunos ejemplos de dispositivos que producen sonido electro-mecánicamente son el telarmonio, el órgano Hammond y la guitarra eléctrica. La producción de sonidos puramente electrónicos pueden lograrse mediante aparatos como el theremín, el sintetizador de sonido o el ordenador.
La música electrónica se asoció originalmente y de forma exclusiva a una manera de música culta occidental, pero desde finales del año 1960, la disponibilidad de tecnología musical a precios accesibles propició que la música producida por medios electrónicos se hiciera cada vez más popular. En la actualidad, la música electrónica presenta una gran variedad técnica y compositiva, abarcando desde formas de música culta experimental hasta formas populares como la música electrónica de baile o EDM (por sus siglas en inglés: Electronic Dance Music) o shuffle dance.

## Orígenes: Finales delsigloXIXy primeras décadas delsigloXX

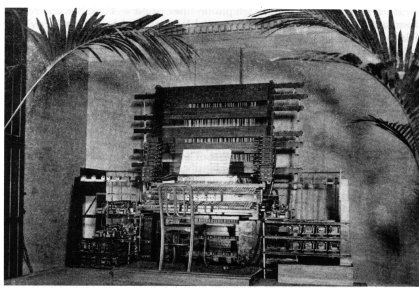
Fotografía de un Telearmonio creado por Thaddeus Cahill (1897).

La habilidad de grabar sonidos suele relacionarse con la producción de música electrónica, aunque esta no sea absolutamente necesaria para ello. El primer dispositivo conocido capaz de grabar sonido fue el fonoautógrafo, patentado en 1857 por Édouard-Léon Scott de Martinville. Este instrumento podía grabar sonidos visualmente, pero no reproducirlos de nuevo. En 1878 Thomas A. Edison patentó el fonógrafo, que utilizaba cilindros similares al aparato de Scott. Aunque se siguieron utilizando los cilindros durante algún tiempo, Emile Berliner desarrolló el fonógrafo de disco en 1889. Por otra parte, otro invento significativo que posteriormente tendría una gran importancia en la música electrónica fue la válvula audión, del tipo triodo, diseñada por Lee DeForest. Se trata de la primera válvula termoiónica, inventada en 1906, que permitiría la generación y amplificación de señales eléctricas, la emisión de radio y la computación electrónica.
Con anterioridad a la música electrónica ya existía un creciente deseo entre los compositores de utilizar las tecnologías emergentes en el terreno musical. Se crearon multitud de instrumentos que empleaban diseños electromecánicos los cuales facilitaron el camino para la aparición de instrumentos electrónicos. Un instrumento electromecánico llamado telarmonio (en ocasiones, Teleharmonium o Dynamophone) fue desarrollado por Thaddeus Cahill entre los años 1898 y 1899. Sin embargo, como consecuencia de su inmenso tamaño, nunca se llegó a utilizar. 

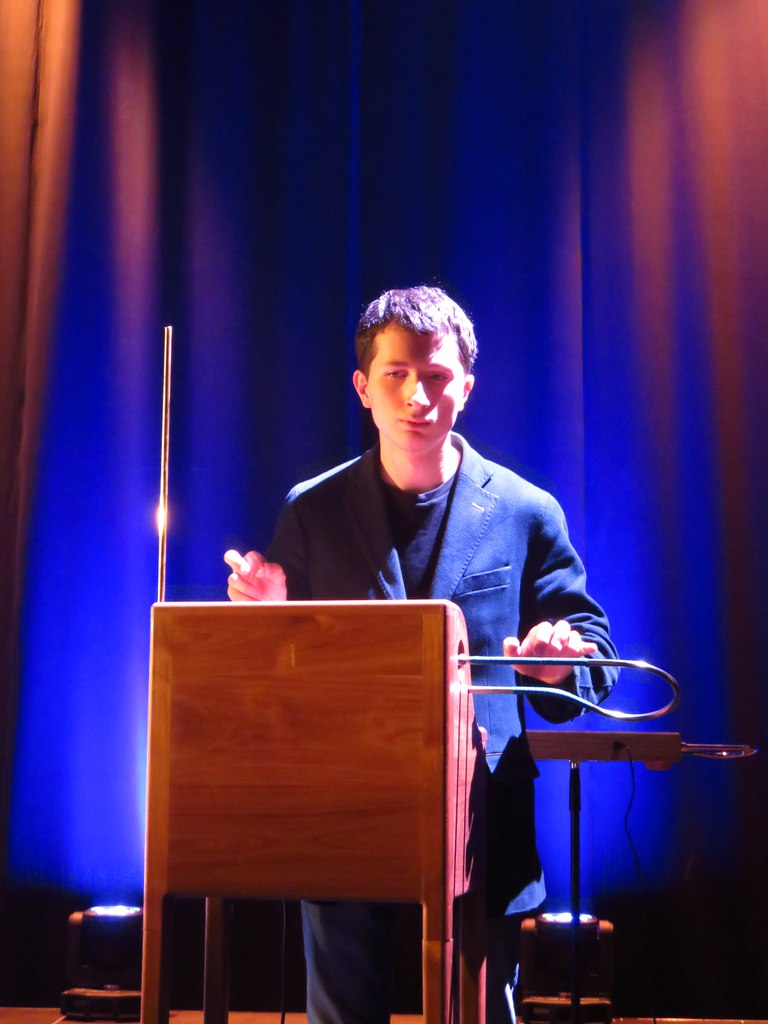
Peter Theremin interpretando música con un theremín (2015)

Se suele considerar como el primer instrumento electrónico el theremín, inventado por el profesor Léon Theremin alrededor de 1919 y 1920. Otro primitivo instrumento electrónico fue el Ondas Martenot, inventado por el violonchelista francés Maurice Martenot, que se hizo conocido al ser utilizado en la obra Sinfonía Turangalila compuesta por Olivier Messiaen. Este también fue utilizado por otros compositores, especialmente franceses, como Andre Jolivet.

### Nueva estética de la música
En 1907, justo un año después de la invención de la válvula audión de tipo triodo, el compositor y músico italiano Ferruccio Busoni publicó Esbozo de una Nueva Estética de la Música, que trataba sobre el uso tanto de fuentes electrónicas como de otro estilo en la música del futuro. Escribió sobre el futuro de las escalas microtonales en la música, que fueron posibles gracias al telearmonio de Cahill: «Solo mediante una larga y cuidadosa serie de experimentos, y un continuo entrenamiento del oído, puede hacerse de este material desconocido uno accesible y plástico para la generación venidera y para el arte». Como consecuencia de este escrito, así como a través de su contacto personal, Busoni tuvo un profundo efecto en multitud de músicos y compositores, especialmente en su discípulo Edgard Varèse.

### Futurismo

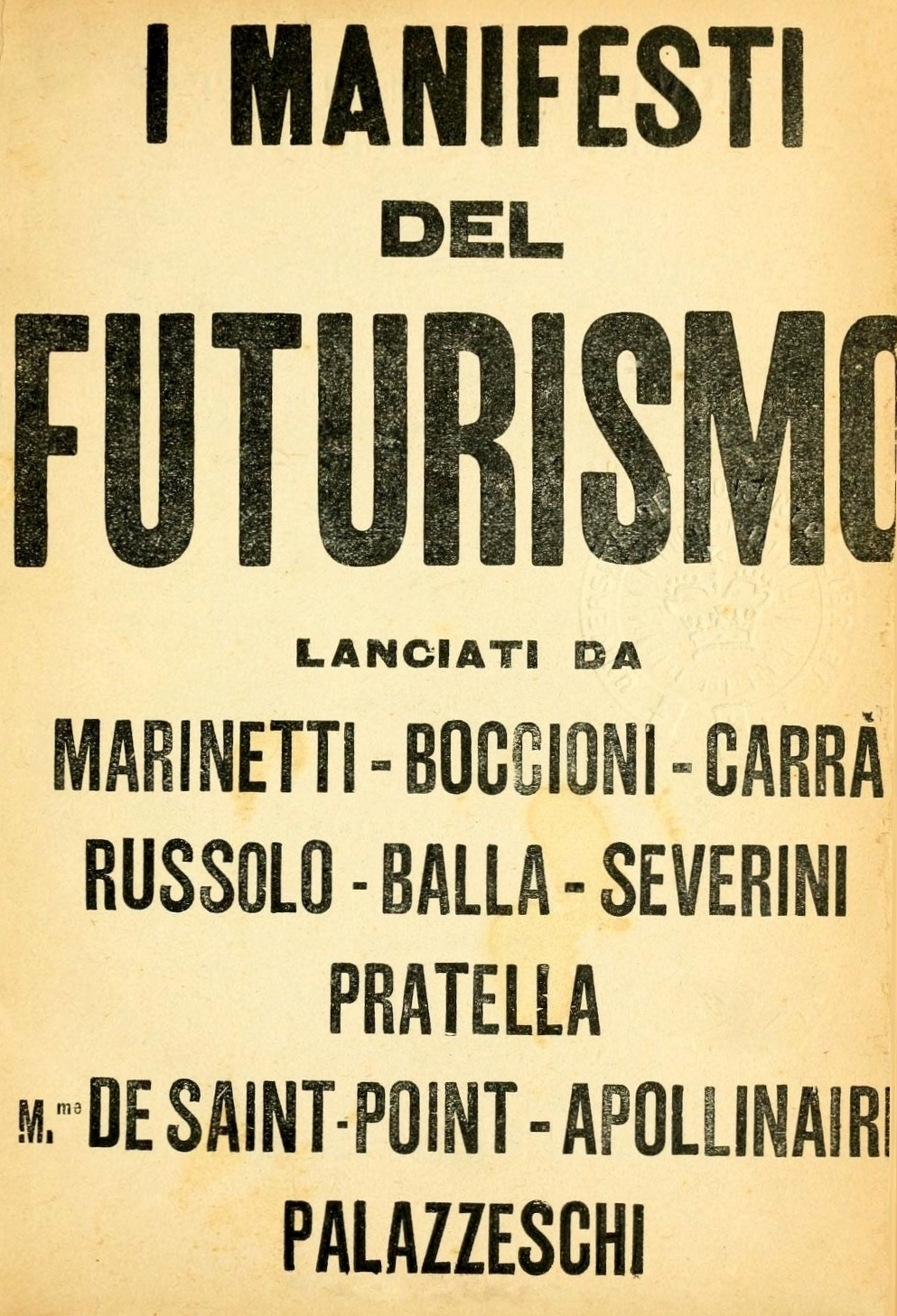
Portada del Manifiesto del Futurismo (1914)

En Italia el futurismo, un movimiento de las corrientes de vanguardia artística fundado por Filippo Tommaso Marinetti, se acercó a la estética musical como una transformación desde un ángulo diferente. Una idea de la filosofía futurista era la de valorar el ruido, así como de dotar de valor artístico y expresivo a ciertos sonidos que anteriormente no habían sido considerados como musicales. 
El Manifiesto Técnico de la Música Futurista de Francesco Balilla Pratella, publicado en 1911, establece que su credo es "Presentar el alma musical de las masas, de las grandes fábricas, de los trenes, de los cruceros transatlánticos, de los acorazados, de los automóviles y aeroplanos. Añadir a los grandes temas centrales del poema musical el dominio de la máquina y el victorioso reinado de la electricidad".
El 11 de marzo de 1913 el futurista Luigi Russolo publicó su manifiesto El arte de los ruidos (original en italiano, L'arte dei Rumori). En 1914 organizó el primer concierto del El arte de los ruidos en Milán. Para ello utilizó su Intonarumori, descrito por Russolo como "instrumentos acústico ruidistas, cuyos sonidos (aullidos, bramidos, arrastramientos, gorgoteos, etc.) eran manualmente activados y proyectados mediante vientos y megáfonos". En junio se organizaron conciertos similares en París.

### 1919-1929
Esta década trajo una gran riqueza de instrumentos electrónicos primitivos, así como las primeras composiciones para instrumentación electrónica. El primer instrumento, el theremín, fue creado por Léon Theremin (nacido como Lev Termen) entre 1919 y 1920 en Leningrado. Gracias a él se realizaron las primeras composiciones para instrumentos electrónicos, opuestas a aquellas realizadas por los que se dedicaban a crear sinfonías de ruidos. En 1929, Joseph Schillinger compuso su Primera Suite Aerofónica para Theremin y Orquesta, interpretada por primera vez por la Orquesta de Cleveland y Leon Theremin como solista.
La grabación de sonidos dio un salto cualitativo en 1927 cuando el inventor estadounidense J. A. O'Neill desarrolló un dispositivo para la grabación que utilizaba un tipo de cinta recubierta magnéticamente. No obstante fue un desastre comercial. No obstante la cinta magnética también se atribuye al ingeniero alemán Fritz Pfleumer quien patentara su descubrimiento en 1929.

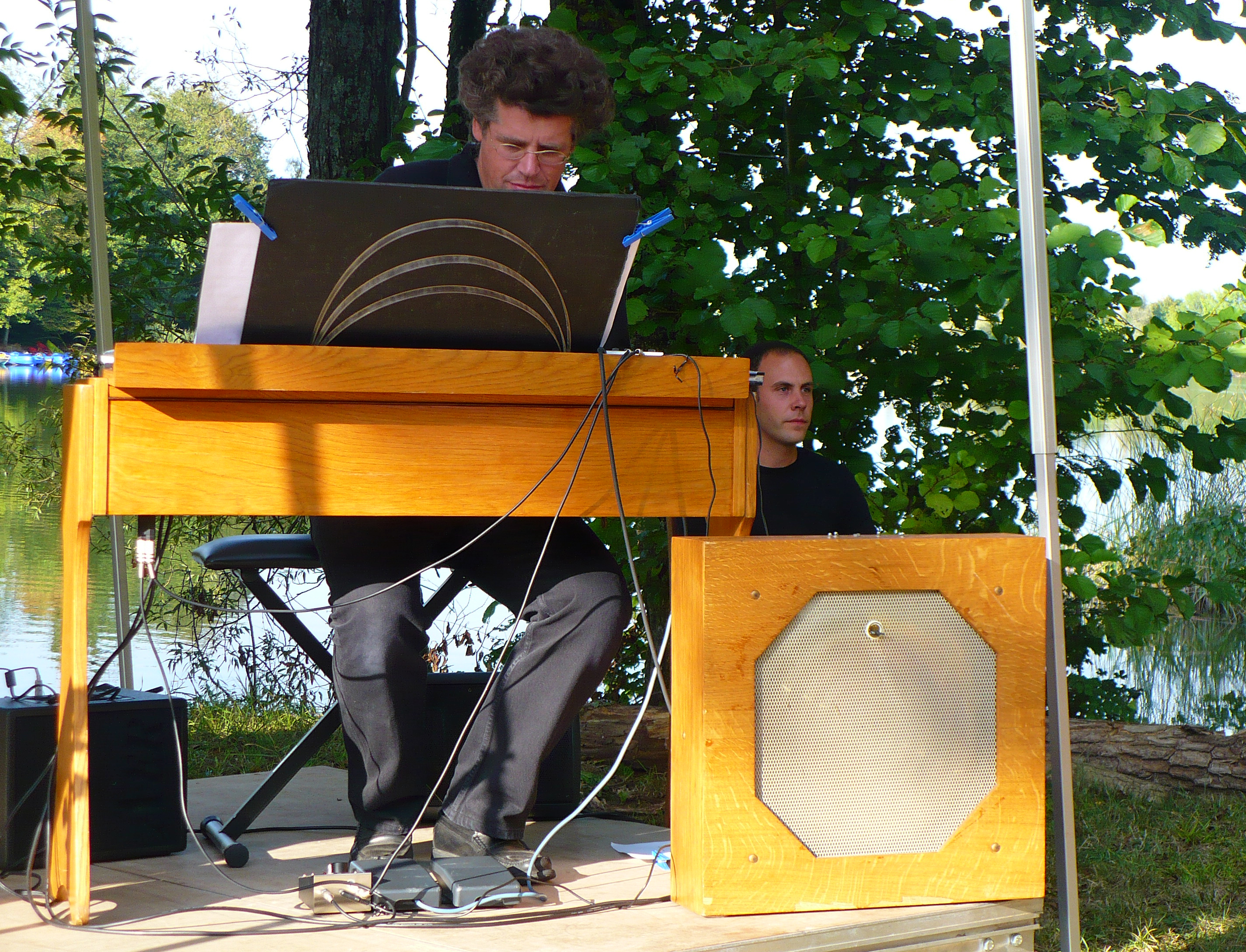
Thomas Bloch interpretando música con un Ondas Martenot (2009)

Además del theremín, influyente instrumento que tuvo gran influencia en la producción musical y cinematográfica debido a su utilización como banda sonora en películas de ciencia ficción y terror de los años 50, otro de los instrumentos precursores de la música electrónica fue el Ondas Martenot. Inventado en 1928 por Maurice Martenot, quien debutó en París, está formado por un teclado, un altavoz y un generador de baja frecuencia cuyo sonido se produce mediante un anillo metálico que el intérprete se ha de colocar en el dedo índice de su mano derecha. 
En 1929 el compositor estadounidense George Antheil creó por primera vez para dispositivos mecánicos, aparatos productores de ruidos, motores y amplificadores, una ópera inacabada titulada Mr. Bloom.
El método foto-óptico de grabación de sonido utilizado en el cine, hizo posible obtener una imagen visible de la onda de sonido, así como de sintetizar un sonido a partir de una onda del mismo.
En la misma época comenzó la experimentación del arte sonoro, cuyos primeros exponentes incluyen a Tristan Tzara, Kurt Schwitters y Filippo Tommaso Marinetti, entre otros.

### 1930-1939
Laurens Hammond fundó una empresa dedicada a la fabricación de instrumentos electrónicos. Junto a John M. Hanert fabricaron por primera vez en 1935 el órgano Hammond, basado en los principios del telarmonio, junto a otros desarrollos como las primeras unidades de reverberación.

## Desarrollo: Décadas de 1940 y 1950

### Música electroacústica en cinta
Ya desde aproximadamente el año 1900 se creó y se empleaba como soporte de grabación el magnetófono de alambre magnético de baja fidelidad. A principios de 1930 la industria cinematográfica comenzó a adaptarse a los nuevos sistemas de grabación de sonido ópticos basados en células fotoeléctricas.
En la misma década la empresa alemana de electrónica AEG desarrolla el primer magnetófono de cinta práctico, el Magnetophon K-1, mostrado por primera vez en el Berlin Radio Show en agosto de 1935. Durante la Segunda Guerra Mundial (1939-1945), Walter Weber redescubrió y aplicó la técnica AC Bias que incrementó drásticamente la fidelidad de las grabaciones magnéticas al añadir una alta frecuencia inaudible. Extendió en 1941 la curva de frecuencia del Magnetophon K4 hasta 10 kHz y mejoró la relación señal/ruido hasta 60 dB sobrepasando cualquier sistema de grabación conocido en aquel tiempo. En 1942, AEG ya estaba realizando pruebas de grabación en estéreo. No obstante estos dispositivos y técnicas fueron un secreto fuera de Alemania hasta el final de la Segunda Guerra Mundial cuando varios de estos aparatos fueron requisados por Jack Mullin y llevados a Estados Unidos. Estos sirvieron de base para los primeros grabadores de cinta profesionales que fueron comercializados en este país como el Model 200 producido por la empresa Ampex.

### Música concreta (Francia)

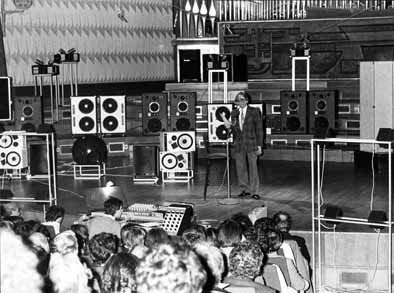
El compositor y creador de la música concreta Pierre Schaeffer presentando el sistema de sonido Acousmonium (1974)

La creación de la cinta de audio magnética abrió un gran campo de posibilidades sonoras para músicos, compositores, productores e ingenieros. Este nuevo aparato era relativamente barato y su fidelidad en la reproducción era mejor que cualquier otro medio de audio conocido hasta la fecha. Cabe señalar que, a diferencia de los discos, ofrecía la misma plasticidad que el celuloide empleado en el cine: Puede ser ralentizada, acelerada o incluso reproducirse al revés. Puede editarse también físicamente, e incluso pueden unirse diferentes trozos de cinta en loops infinitos que reproducen continuamente determinados patrones de material pregrabado. La amplificación de audio y el equipo de mezcla expandieron aún más allá las posibilidades de la cinta como medio de producción, permitiendo que múltiples grabaciones fueran grabadas a la vez en otra cinta diferente. Otra posibilidad de la cinta era su capacidad de ser modificada fácilmente para convertirse en máquinas de eco, produciendo así de modo complejo, controlable y con gran calidad, efectos de eco y reverberación, lo que es prácticamente imposible de conseguir por medios mecánicos.
Pronto los músicos comenzaron a utilizar el grabador de cinta o magnetófono para desarrollar una nueva técnica de composición llamada música concreta. Esta técnica consiste en la edición de fragmentos de sonidos de la naturaleza o de procesos industriales grabados conjuntamente. Las primeras piezas de esta música, registradas en 1948, fueron creadas por Pierre Schaeffer (1910-1995) con la colaboración de Pierre Henry (1927-2017). Compositor, escritor, maestro y teórico de la música y pionero de la radio y la comunicación audiovisual Schaeffer ejecutó el 18 de marzo de 1950 el primer concierto de música concreta en la École Normale de Musique de Paris. Posteriormente Pierre Henry colaboró con Schaeffer en la Symphonie pour un homme seul (1950) considerada la primera obra importante de música concreta. Un año más tarde Radiodiffusion-Télévision Française (RTF), la organización pública francesa de radiodifusión, creó en 1951 el primer estudio para la producción de música electrónica iniciativa que sería desarrollada también en diferentes países convirtiéndose en una tendencia global. También en 1951, Schaeffer y Henry produjeron una ópera, Orpheus, para sonidos y voces concretos.

### Elektronische Musik (Alemania Occidental)

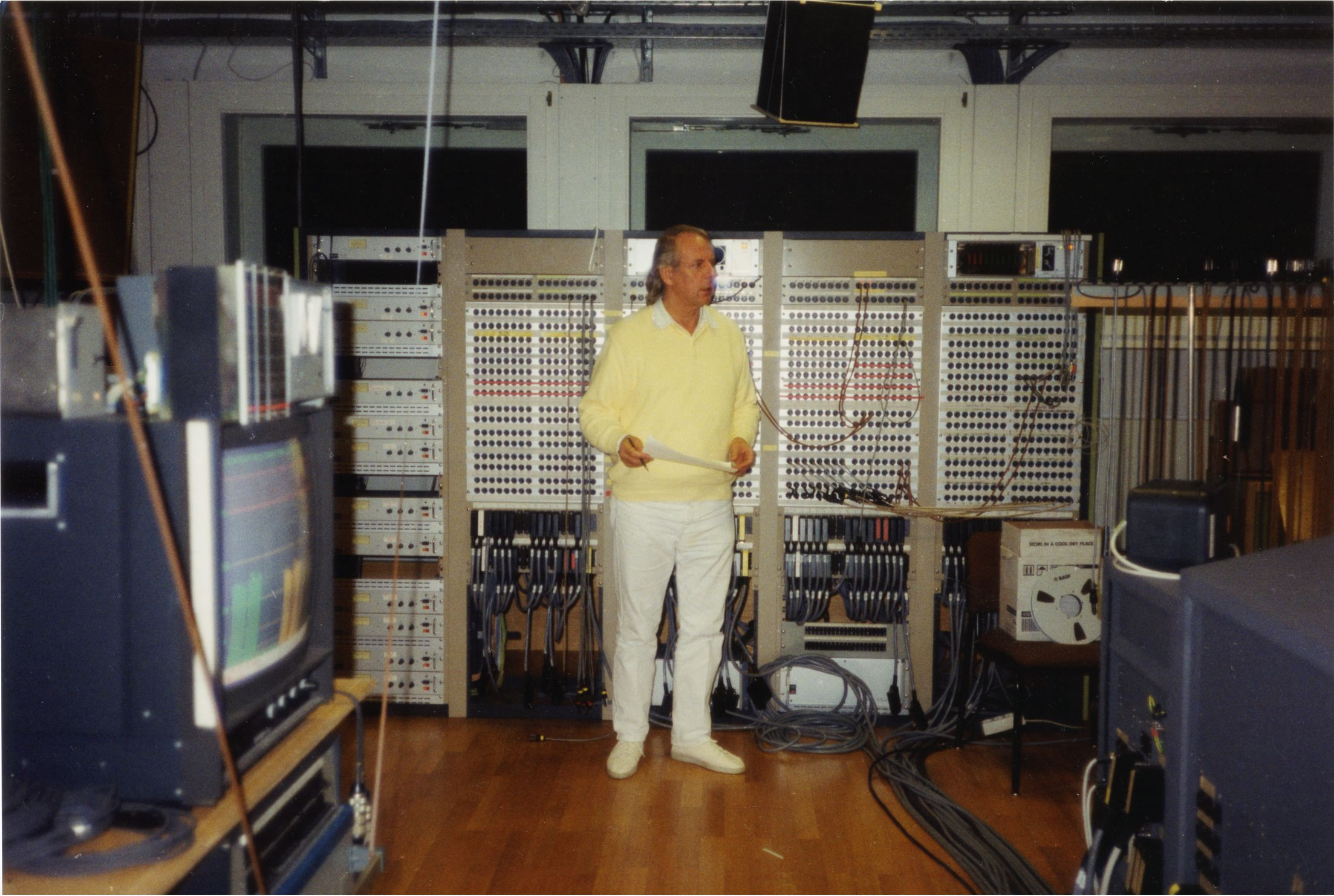
Karlheinz Stockhausen en el Estudio de Música Electrónica de WDR en Colonia (1991)

El nacimiento e impulso de la denominada Elektronische Musik se debió fundamentalmente a los trabajos del compositor Karlheinz Stockhausen (1928-2007). Stockhausen trabajó brevemente en el estudio de Pierre Schaeffer durante 1952 y posteriormente, durante varios años, en el Estudio de Música Electrónica de la Westdeutscher Rundfunk (WDR) de Colonia (Alemania). Un antecedente se halla en la tesis de 1949 Elektronische Klangerzeugung: Elektronische Musik und Synthetische Sprache, escrita por el físico Werner Meyer-Eppler, quien concibiera la idea de sintetizar música desde señales producidas electrónicamente. De esta manera la Elektronische Musik se diferenciaba notablemente de la música concreta francesa impulsada por Schaeffer que utilizaba sonidos grabados a partir de fuentes acústicas.
El Estudio de Música Electrónica de la Westdeutscher Rundfunk alcanzó fama internacional. Su fundación tuvo lugar en 1951 cuando el físico Werner Meyer-Eppler, el técnico de sonido Robert Beyer y el compositor Herbert Eimert convencieran al director de la WDR, Hanns Hartmann, de la necesidad de dicho espacio. En el mismo año de su creación fueron transmitidos los primeros estudios de música electrónica en un programa de la propia radio y presentados en los Cursos de Verano de Darmstadt. Bajo el liderazgo de Eimert, el Estudio se convirtió en un lugar de encuentro internacional que acogió a compositores como Ernst Krenek (Austria / Estados Unidos), György Ligeti (Hungría), Franco Evangelisti (Italia), Cornelius Cardew (Inglaterra), Mauricio Kagel (Argentina) o Nam June Paik (Corea del Sur).
En 1953 hubo una demostración pública en la sala de conciertos de la Radio de Colonia donde se interpretaron siete piezas electrónicas. Los compositores de los estudios electrónicos eran Herbert Eimert, Karel Goeyvaerts, Paul Gredinger, Henri Pousseur y Karlheinz Stockhausen. El programa comprendía las siguientes piezas:
- Karlheinz Stockhausen: «Estudio II»
- Herbert Eimert: «Glockenspiel»
- Karel Goeyvaerts: «Composición No. 5»
- Henri Pousseur: «Sismogramas»
- Paul Gredinger: «Formantes I y II»
- Karlheinz Stockhausen: «Estudio I»
- Herbert Eimert: «Estudio sobre mezclas de sonido»

Con Stockhausen y Mauricio Kagel como residentes, el estudio de música electrónica de Colonia se convirtió en un emblema del avant-garde o vanguardismo, cuando se empezó a combinar sonidos generados electrónicamente con los de instrumentos tradicionales. En 1954 Stockhausen compuso Elektronische Studie II la primera pieza electrónica en ser publicada como banda sonora. Otros ejemplos significativos son Mixtur (1964) y Hymnen, dritte Region mit Orchester (1967). Stockhausen afirmó que sus oyentes decían que su música electrónica les daba una experiencia de "espacio exterior", sensaciones de volar, o de estar en "un mundo de ensueño fantástico".
El impacto de la Escuela de Colonia ha sido significativo en la historia de la música en tres niveles: el estudio se considera la “madre de todos los estudios”, la incorporación de Stockhausen ayudó a la música electrónica a obtener respeto internacional y, finalmente, muchos de los compositores iniciados en música electroacústica en Colonia han desarrollado las ideas que encontraron allí a lo largo de sus carreras. En el año 2000 el estudio fue cerrado pero ese mismo año se anunció que un cliente anónimo había comprado el edificio en el que Stockhausen había nacido en 1928 y que lo estaba rehabilitando con la intención inicial de crear allí un espacio de exposición para el arte moderno con el museo del WDR Estudio para Música Electrónica instalado en el primer piso.

### Música electrónica en Japón

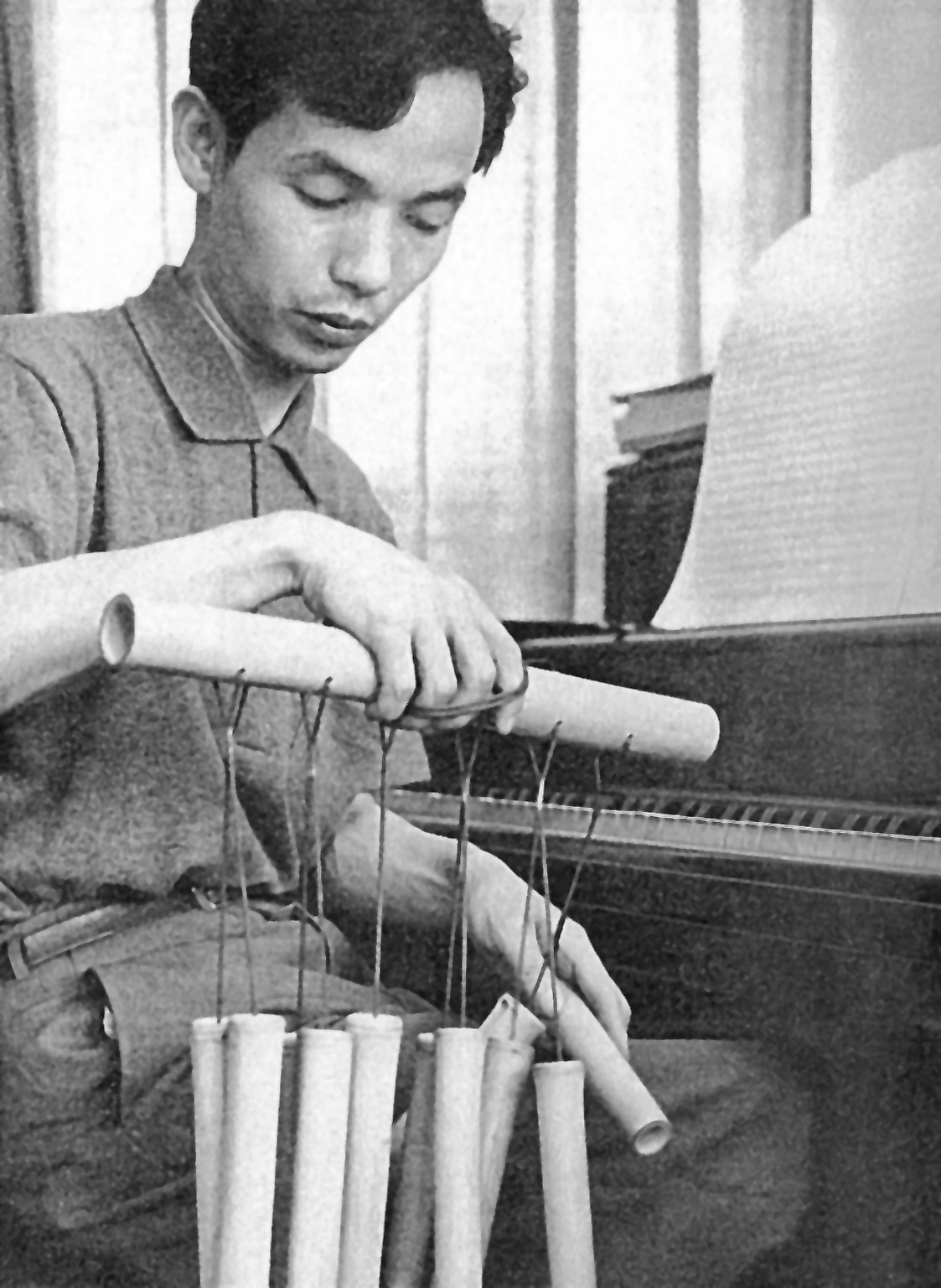
El compositor japonés Tōru Takemitsu (1961)

Aunque los primeros instrumentos electrónicos como el Ondas Martenot, el Theremín o el Trautonio eran poco conocidos en Japón con anterioridad a la Segunda Guerra Mundial, algunos compositores como Minao Shibata (1912-1996) o Tōru Takemitsu (1930-1996) habían tenido conocimiento de ellos en su momento. Años después diferentes músicos en Japón comenzaron a experimentar con música electrónica, a lo que contribuyó el apoyo institucional, lo que permitió a los compositores experimentar con el último equipamiento de grabación y procesamiento de audio. Estos esfuerzos dieron lugar a una forma musical que fusionaba la música asiática con un nuevo género y que sembraría las bases del dominio japonés en el desarrollo de la tecnología musical durante las siguientes décadas.
Tras la creación de la compañía Sony (conocida entonces como Tokyo Tsushin Kogyo K.K.) en 1946, Shibata y Takemitsu, de modo independiente, escribieron sobre la posibilidad de utilizar la tecnología electrónica para producir música hacia finales de los años 40. En 1948, Takemitsu concibió una tecnología que pudiese traer ruido dentro de tonos musicales atemperados y en el interior de un pequeño y complejo tubo, una idea similar a la música concreta que Pierre Schaeffer había aventurado en el mismo año. En 1949, Shibata escribió sobre su concepto de "un instrumento musical con grandes posibilidades de actuación" que pudiera "sintetizar cualquier tipo de onda de sonido" y que sea "manejado muy fácilmente," prediciendo que con un instrumento como ese, "la escena musical sería cambiada drásticamente". Ese mismo año Sony desarrolló el magnetófono magnético G-Type.
En 1950 el estudio de música electrónica Jikken Kōbō sería fundado por un grupo de músicos que querían producir música electrónica experimental. Considerados un grupo avant-garde entre sus miembros se encontraban Toru Takemitsu, Kuniharu Akiyama y Joji Yuasa, y contaban con el apoyo de Sony, empresa que ofrecía acceso a su tecnología de audio. La compañía contrató a Takemitsu para componer música electroacústica electrónica para mostrar sus magnetófonos. Las primeras grabaciones de Jikken Kōbō, compuestas por Kuniharu Akiyama en 1951, fueron «Toraware no Onna» («Mujer prisionera») y «Piece B». Muchas de las composiciones electroacústicas del grupo fueron empleadas como música incidental para radio, cine y obras teatrales. Sin embargo también ofrecieron conciertos en los que proyectaban diapositivas sincronizadas con una banda sonora grabada. Más allá del Jikken Kōbō Japón vio desarrollar su labor a muchos otros compositores como Yasushi Akutagawa, Saburo Tominaga y Shiro Fukai quienes, en 1952 y 1953, estaban experimentando con música electroacústica.

Muchos compositores jóvenes quieren escribir para orquesta pero es bastante raro que se interprete. Mucha parte del público se han ido de la música nueva, de la música contemporánea, y esto es culpa de los compositores. En los años 50 y 60 la nueva música se estaba volviendo muy intelectual. (...) La forma matemática de construir música es bastante buena, y ha ayudado, pero la música no es matemática. La música es para la imaginación. Ahora, muchos compositores reconocen los esfuerzos de los años 50 y 60. Ahora, no tenemos miedo de usar atonalidad, dodecafonía y electrónica. Podemos usar todo. Podemos combinarlos en alguna forma ecléctica de composición que tenga sentido. Muchos compositores están haciendo eso, y creo que es bueno, pero parte de la música se escribe solo para entretener, y solo para divertirse.
Tōru Takemitsu

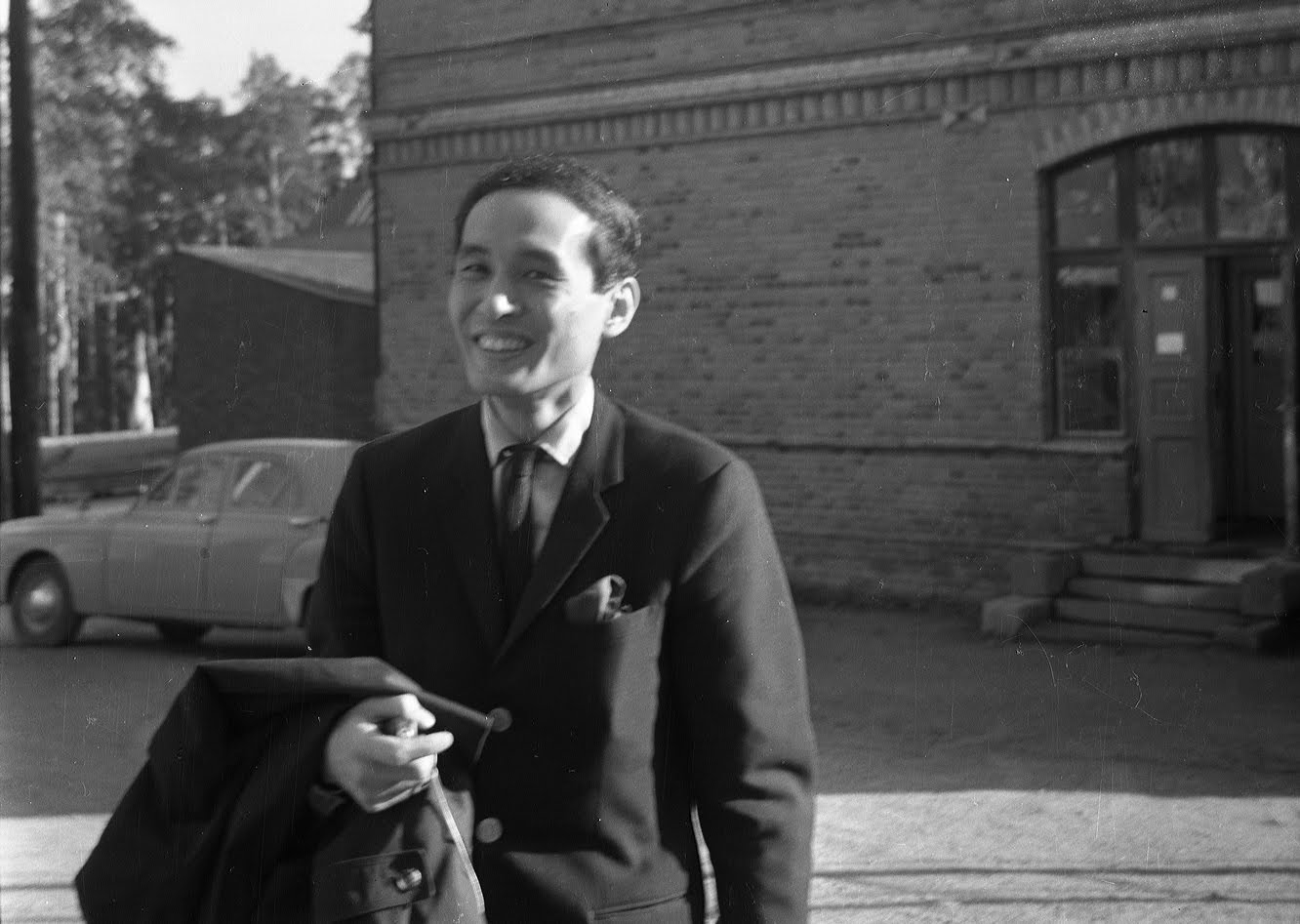
El compositor japonés Toshirō Mayuzumi (1960)

La música concreta fue introducida en Japón por Toshirō Mayuzumi (1929-1997) quien fuera influenciado tras asistir a un concierto de Pierre Schaeffer. A partir de 1952 compuso piezas musicales para una película de comedia, un programa de radio y una radionovela. Sin embargo el concepto de objeto sonoro de Schaeffer no fue influyente entre los compositores japoneses quienes estaban principalmente interesados en superar las restricciones de la interpretación humana. Esto llevó a que varios músicos electroacústicos japoneses hicieran uso del serialismo y las técnicas dodecafónicas, evidente en la pieza dodecafónica de Yoshirō Irino «Concerto da Camera» (1951) en la organización de los sonidos electrónicos en la composición de Mayuzumi «X, Y, Z for Musique Concrète» o, más tarde, en la música electrónica de Shibata en 1956.
A imitación del Estudio de Música Electrónica de la Westdeutscher Rundfunk, impulsora de la Elektronische Musik de Karlheinz Stockhausen, la radiodifusora pública NHK estableció un estudio de música electrónica en Tokio en 1955, que se convirtió en una de las principales instalaciones de música electrónica del mundo. Impulsado por Toshirō Mayuzumi el estudio se equipó con tecnologías como equipos de generación de tonos y procesamiento de audio, equipos de grabación y radiofónicos, ondas Martenot, Monocordio y Melocordio, osciladores sinusoidales, magnetófonos, moduladores en anillo, filtros paso banda, y mezcladoras de canales de cuatro y ocho pistas. Los músicos asociados con el estudio incluyeron a Mayuzumi, Minao Shibata, Joji Yuasa, Toshi Ichiyanagi y Tōru Takemitsu. Las primeras composiciones electrónicas del estudio se completaron en 1955 incluidas las piezas de cinco minutos de Mayuzumi «Studie I: Music for Sine Wave by Proportion of Prime Number», «Music for Modulated Wave by Proportion of Prime Number» e «Invention for Square Wave and Sawtooth Wave», producidas empleando las diversas capacidades de generación de tonos del estudio, y la pieza estéreo de 20 minutos de Shibata «Musique Concrète for Stereophonic Broadcast».

De repente, en 1959, me volví conservador. Escuché las campanas del templo en la víspera de Año Nuevo. Eran tan conmovedoras que olvidé la música contemporánea y comencé a estudiar música y estética tradicional. Estudié sintoísmo y budismo, no solo zen, sino todo el budismo. Escribí la sinfonía «Nirvana» en 1959. He sido un compositor de mentalidad tradicional.
Toshirō Mayuzumi

### Música electrónica en Estados Unidos

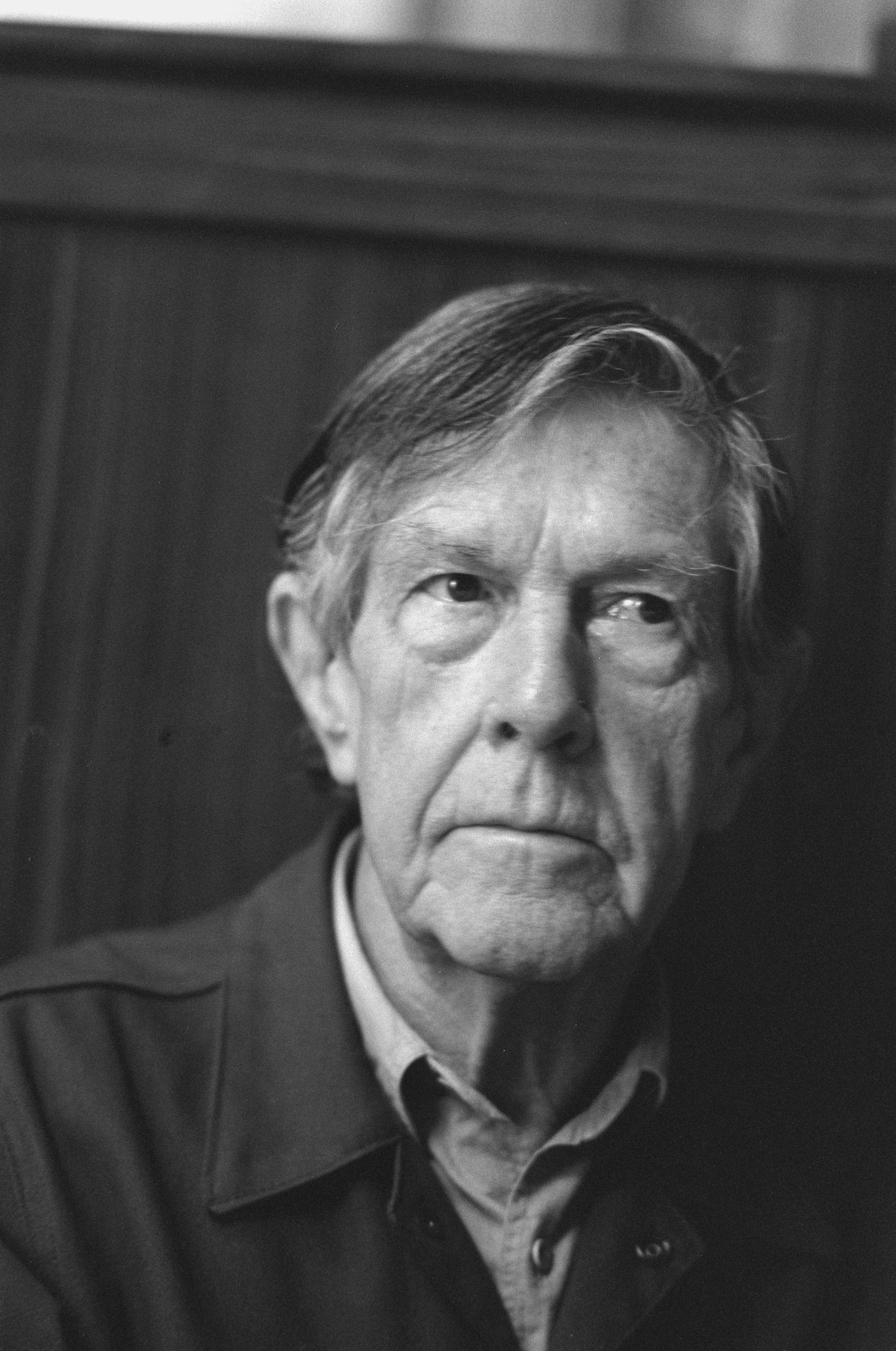
El compositor estadounidense John Cage (1988)

La composición musical que se considera da origen a la música electrónica en Estados Unidos se estrenó a principios de 1939. El compositor John Cage (1912-1992), uno de los artistas más reseñables del género en su país, publicó la obra Imaginary Landscape, n.º 1. En esta pieza se emplean dos tocadiscos de velocidad variable, grabadores de frecuencia, un piano silenciado y platillos y, por tanto, fusionaban instrumentos convencionales y dispositivos electrónicos. Mientras trabajaba en Seattle Cage experimentó con el equipo electrónico del estudio de grabación de la Cornish School y compuso una parte para Imaginary Landscape No. 1 que requería que las grabaciones del disco se realizaran en un tocadiscos de velocidad variable. Entre 1942 y 1952 Cage creó otras cinco composiciones bajo la denominación Imaginary Landscape con la intención de ejecutarse principalmente como un conjunto de percusión aunque Imaginary Landscape, No. 4 (1951) es para doce radios e Imaginary Landscape, No. 5 (1952) utiliza 42 grabaciones y se realizó utilizando como soporte físico la cinta magnética.
Un caso especial lo constituye la pieza William Mix (o Williams Mix), en la que se utilizaban ocho altavoces, cuya composición comenzó en 1951. El compositor y director de orquesta Otto Luening indicó que era una pieza coescrita por el y John Cage, si bien figura como trabajo colaborativo de Cage finalizado en 1952. En 1954 Luening afirmó que se interpretó, bajo el título William Mix, en un Festival musical celebrado en Donaueschingen (Alemania). Según Luening la recepción de Williams Mix fue un éxito donde causó una "fuerte impresión".
En 1951 con miembros de la Escuela de Nueva York se formó el denominado The Music for Magnetic Tape Project (El Proyecto Música para Cintas Magnéticas). Integrado por John Cage, Earle Brown, Christian Wolff, David Tudor y Morton Feldman sus actividades se prolongaron durante tres años hasta 1954. De carácter experimental y vanguardista el grupo carecía de instalaciones permanentes propias y tuvo que depender del tiempo libre que les cedían estudios de sonido comerciales, incluido el estudio propiedad de Louis y Bebe Barron. Sobre este proyecto Cage reseñó: "En esta oscuridad social (...) el trabajo de Earle Brown, Morton Feldman y Christian Wolff continúa presentando una luz brillante, por la razón de que la acción es provocativa en anotación, interpretación y audición". Ya posteriormente la utilización de sonidos creados electrónicamente para diferentes composiciones, como ejemplifica la pieza Marginal Intersection (1951) de Morton Feldman. Esta pieza está pensada para vientos, metales, percusión, cuerdas, dos osciladores y efectos de sonido.

Existen distintos tipos de música, y a la gente que ha dicho esas cosas (críticas duras por su estilo agresivo y provocador) sobre lo que yo hago le gusta un tipo de música diferente. Y a la mayoría de ellos, yo creo que lo que les gusta es un tipo de música que sea expresiva de emociones y de ideas. No les interesan tanto los sonidos. A esos críticos les interesan los sentimientos. Y a mí me gusta que los sentimientos se originen en cada persona.
John Cage

También en 1951 la Universidad de Columbia (Nueva York) adquirió su primera grabadora, una máquina Ampex profesional, para grabar conciertos. Vladimir Ussachevsky, que impartía clases en la facultad de música, fue la persona encargada del dispositivo y casi de inmediato comenzó a experimentar con él. Herbert Russcol indicó al respecto: "Pronto estuvo intrigado con las nuevas sonoridades que podía lograr grabando instrumentos musicales y luego superponiéndolos unos a otros". Ussachevsky posteriormente afirmó: "De repente me di cuenta de que la grabadora podía ser tratada como un instrumento de transformación del sonido". El jueves 8 de mayo de 1952, Ussachevsky ejecutó, en el Teatro McMillin de la Universidad de Columbia, diversas muestras de música de cinta y efectos que creó en el denominado Foro de Compositores. Estos incluyeron transposición, reverberación, experimento, composición y vals subacuático. En una entrevista afirmó: "Presenté algunos ejemplos de mi descubrimiento en un concierto público en Nueva York junto con otras composiciones que había escrito para instrumentos convencionales". Otto Luening, que había asistido a este concierto, comentó: " El equipo a su disposición consistía en una grabadora de cinta Ampex y un dispositivo simple con forma de caja diseñado por el joven y brillante ingeniero Peter Mauzey para crear retroalimentación, una forma de reverberación mecánica. El resto del equipo fue prestado o comprado con fondos personales".
En agosto de 1952 Ussachevsky, invitado por Luening, viajó a Bennington (Vermont) para presentar sus experimentaciones. Allí ambos colaboraron en varias piezas. Luening describió el evento: "Equipado con auriculares y una flauta, comencé a desarrollar mi primera composición para grabadora. Ambos improvisamos con fluidez y el medio disparó nuestra imaginación". Tocaron algunas de las primeras piezas de manera informal en una fiesta donde "varios compositores nos felicitaron casi solemnemente diciendo: 'Esto es todo' ('eso' significa la música del futuro)". La noticia llegó rápidamente a la ciudad de Nueva York. Oliver Daniel telefoneó e invitó a la pareja a "producir un grupo de composiciones breves para el concierto de octubre patrocinado por American Composers Alliance y Broadcast Music, Inc., bajo la dirección de Leopold Stokowski en el Museo de Arte Moderno de Nueva York. Henry Cowell puso a nuestra disposición su casa y su estudio en Woodstock. Con el equipo prestado en la parte trasera del automóvil de Ussachevsky, salimos de Bennington hacia Woodstock y nos quedamos dos semanas. A fines de septiembre de 1952 el laboratorio ambulante llegó a la sala de estar de Ussachevsky en Nueva York, donde finalmente completamos las composiciones". Dos meses después, el 28 de octubre, Vladimir Ussachevsky y Otto Luening presentaron el primer concierto de música grabada en Estados Unidos. El concierto incluyó Fantasy in Space de Luening (1952), "una pieza impresionista de virtuosismo" que emplea grabaciones manipuladas de flauta, y Low Speed (1952), una "composición exótica que llevó a la flauta muy por debajo de su rango natural". Después de que varios conciertos causaron sensación en la ciudad de Nueva York, Ussachevsky y Luening fueron invitados a una transmisión en vivo del Today Show de NBC para hacer una entrevista y realizar la primera actuación electroacústica televisada. Luening describió el evento: "Improvisé algunas secuencias [de flauta] para la grabadora. Ussachevsky en ese momento las sometió a transformaciones electrónicas".

### Música estocástica

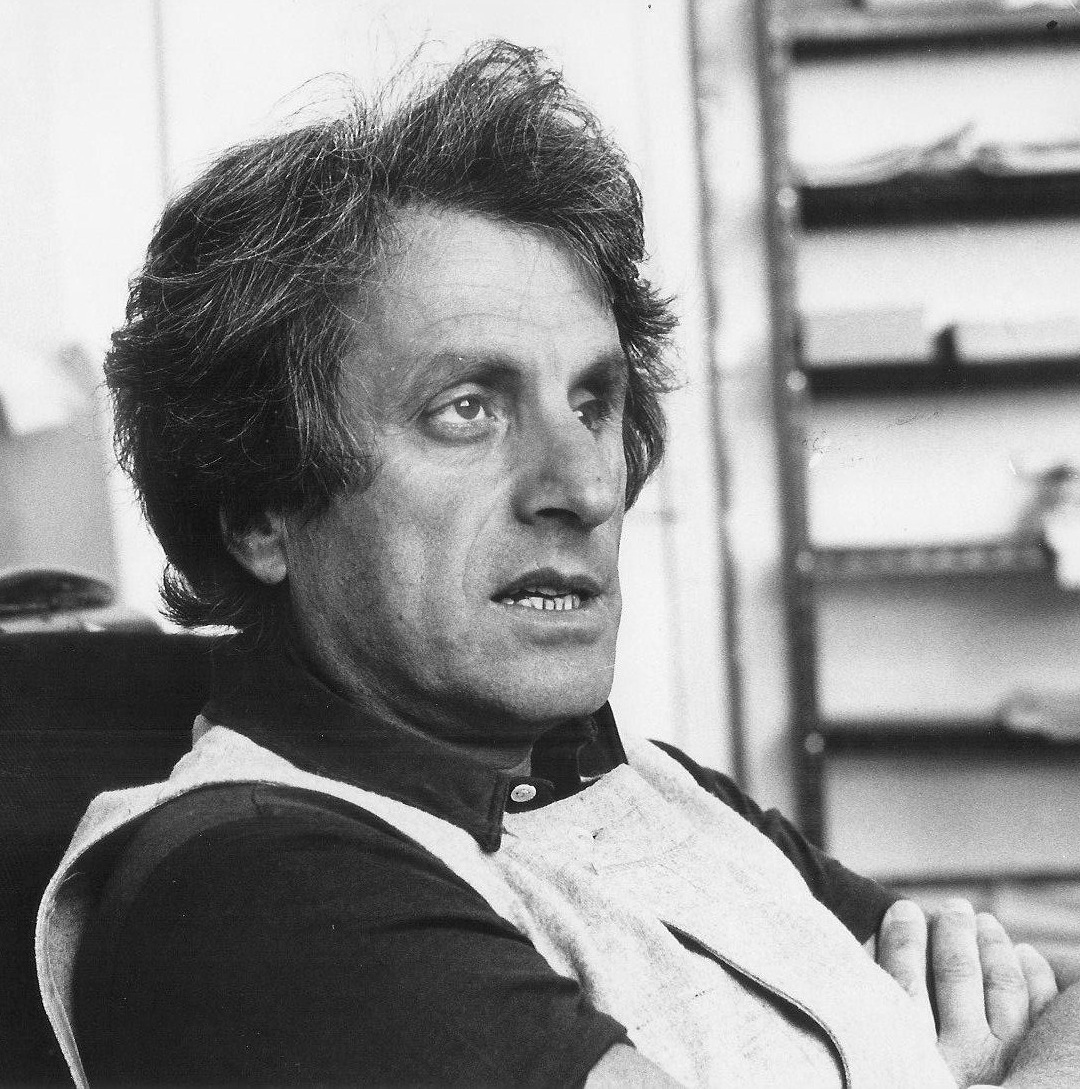
El compositor Iannis Xenakis (hacia 1970)

La aparición de los ordenadores como equipos utilizados para componer música supusieron un importante desarrollo de la música electrónica en contraposición a la manipulación o creación de sonidos. El compositor rumano de origen griego Iannis Xenakis (1922-2001) fundó la denominada música estocástica (musique stochastique) caracterizada por un método compositivo que emplea algoritmos matemáticos de probabilidad estocásticos cuyo resultado es la creación de piezas bajo un set de parámetros. De ideas contrarias al totalitarismo, Xenakis luchó en el movimiento de la Resistencia de Grecia en la Segunda Guerra Mundial y, tras escapar de una condena a muerte, se instaló en París en 1947. La capital francesa será su centro de trabajo tanto en su desarrollo musical como en sus facetas de matemático y arquitecto siendo colaborador de Le Corbusier. Xenakis utilizó papel gráfico y una regla para ayudarse a calcular la velocidad de las trayectorias de los glissandos para su composición orquestal Metástasis (1953-1954), utilizando posteriormente ordenadores para componer piezas como ST/4 para cuarteto de cuerda y ST/48 para orquesta. Otras obras destacables a lo largo de su trayectoria incluyen Nomos Alpha (1965), Cenizas (1974) y Shaar (1982).

Muchos pensaron entonces que mi música debía ser una música fría, puesto que en ella había matemáticas. Y dejaban de tener en cuenta lo que escuchaban. Esta incomprensión llegó a afligirme mucho. (...) En este sentido, la música es probablemente el arte en el que el diálogo consigo mismo es más difícil (...) apuntando a la creación absoluta, sin referencia a nada conocido, cual un fenómeno cósmico, o yendo más lejos, arrastrando de modo íntimo y secreto hacia una especie de abismo en el que, felizmente, es absorbida el alma. (...)  Por esta razón, es necesario inventar la forma arquitectónica que libere la audición colectiva de todos sus inconvenientes."
Iannis Xenakis

### Música electrónica en Australia

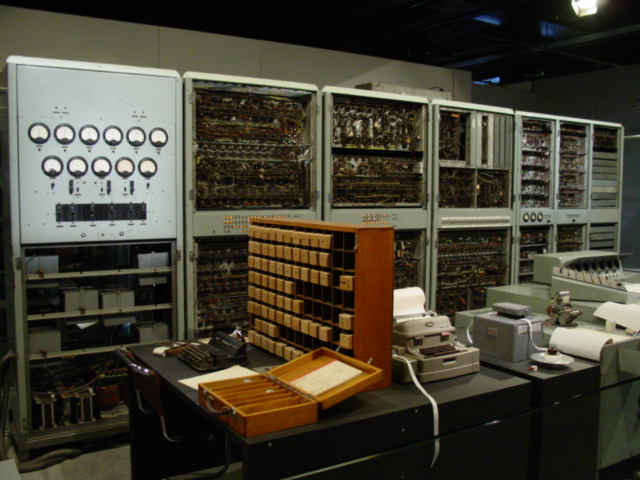
El prototipo de computadora australiano CSIRAC.

En Australia, se desarrolló la primera computadora del mundo capaz de interpretar música. Denominada CSIRAC fue un prototipo dado a conocer en 1949 diseñado y construido por Trevor Pearcey y Maston Beard. El matemático Geoff Hill programó la computadora para tocar melodías musicales populares de principios de la década de 1950. En 1951 interpretó en público la pieza Colonel Bogey March, de la que no se guardan grabaciones pero sí una reconstrucción exacta. 
Sin embargo el CSIRAC simplemente se utilizó como una computadora con capacidad para interpretar un repertorio musical estándar pero no se llegó a utilizar para otras prácticas como la composición como si hiciera Iannin Xenakis. Las interpretaciones registradas con esta computadora nunca se grabaron aunque sí existen reconstrucciones de la música reproducida con precisión. Las grabaciones más antiguas conocidas de música generada por computadora fueron interpretadas por la computadora Ferranti Mark I, una versión comercial para su venta fuera del circuito educativo de la computadora Baby Machine creada por la Universidad de Mánchester en el otoño de 1951. El programa musical interpretado por la Ferranti Mark I fue escrito por Christopher Strachey.

### Desde mediados hasta finales de 1950
En 1955 aparecieron más estudios electrónicos y experimentales. Fueron importantes la creación del Estudio de Fonología, un estudio en el NHK de Tokio y el estudio de Phillips en Eindhoven, Holanda, que se trasladó a la Universidad de Utrecht como Instituto de Sonología en 1960.
El impacto de los computadores continuó durante 1956. Lejaren Hiller y Leonard Isaacson compusieron Iliac Suite para un cuarteto de cuerda, siendo la primera obra completa en ser compuesta con la asistencia de un computador utilizando un algoritmo en la composición. Posteriores desarrollos incluyeron el trabajo de Max Mathews en Bell Laboratories, quien desarrolló el influyente programa MUSIC I. La tecnología del vocoder fue otro importante desarrollo de esta época.
En 1956, Stockhausen compuso Gesang der Jünglinge, la primera gran obra del estudio de Colonia, basada en un texto del Libro de Daniel. Un importante desarrollo tecnológico fue la invención del sintetizador Clavivox por Raymond Scott, con ensamblaje de Robert Moog.
Otro de los hitos de la música electrónica estadounidense fue la publicación de la banda sonora de Forbidden Planet (1956) compuesta y producida por Louis y Bebe Barron. Película de ciencia ficción, dirigida por Fred M. Wilcox y protagonizada por Walter Pidgeon, Anne Francis y Leslie Nielsen, la música compuesta fue realizada empleando únicamente circuitos electrónicos personalizados y grabadoras de sonido. Pese a la carencia de sintetizadores, en el sentido contemporáneo ya que dicho instrumento tardaría algunos años en desarrollarse, su impacto en la cultura popular fue notable ya que fue la primera ocasión en que un gran estudio de Hollywood apostó por este tipo de sonidos para uno de sus proyectos. Sin embargo no fue bien recibido por la Federación Americana de Músicos, a causa del hecho que no tenía arreglo orquestal, lo que motivó que esas vanguardistas composiciones fueron denominadas “tonalidades electrónicas” en lugar de “música”.
El sintetizador RCA Mark II Sound Synthesizer apareció en 1957. A diferencia de los primeros Theremin y Ondes Martenot, este era difícil de usar pues requería una extensa programación y no podía tocarse en tiempo real. En ocasiones denominado el primer sintetizador electrónico, el RCA Mark II Sound Synthesizer utilizaba osciladores de válvula termoiónica e incorporaba el primer secuenciador. Fue diseñado por RCA e instalado en el Columbia-Princeton Electronic Music Center, donde sigue en la actualidad. Posteriormente, Milton Babbitt, influenciado en sus años de estudiante por la "revolución en el pensamiento musical" de Schoenberg, comenzó a aplicar técnicas seriales a la música electrónica.

## Expansión: Década de 1960
Estos fueron años fértiles para la música electrónica, no solo para la académica sino también para algunos artistas independientes a medida que la tecnología del sintetizador se volvía más accesible. En esta época, una poderosa comunidad de compositores y músicos que trabajaba con nuevos sonidos e instrumentos se había establecido y estaba creciendo. Durante estos años aparecen composiciones como Gargoyle de Luening para violín y cinta, así como la premier de Kontakte de Stockhausen para sonidos electrónicos, piano y percusión. En esta última, Stockhausen abandonó la forma musical tradicional basada en un desarrollo lineal y en un clímax dramático. En este nuevo acercamiento, que él denominó como "forma momento", se recuerdan las técnicas de cinematic splice del cine de principios del siglo XX.
El primero de estos sintetizadores en aparecer fue el Buchla, en 1963, siendo producto del esfuerzo del compositor de música concreta Morton Subotnick.
El Theremin había sido utilizado desde los años 20, manteniendo una cierta popularidad gracias a su utilización en numerosas bandas sonoras de películas de ciencia ficción de los años 50 (por ejemplo: The Day the Earth Stood Still de Bernard Herrmann). Durante los años 60, el Theremin hizo apariciones ocasionales en la música popular.
En el Reino Unido, durante este período, el BBC Radiophonic Workshop (creado en 1958) emergió como uno de los estudios más productivos y renombrados del mundo, gracias a su labor en la serie de ciencia ficción Doctor Who. Uno de los artistas electrónicos británicos más influyentes de este período fue Delia Derbyshire. Es famosa por su icónica ejecución en 1963 del tema central de Doctor Who, compuesto por Ron Grainer y reconocida por algunos como la pieza de música electrónica más conocida en el mundo. Derbyshire y sus colegas, entre los que se encuentran Dick Mills, Brian Hodgson (creador del efecto de sonido TARDIS), David Cain, John Baker, Paddy Kingsland y Peter Howell, desarrollaron un amplio cuerpo de trabajo que incluye bandas sonoras, atmósferas, sinfonías de programas y efectos de sonido para BBC TV y sus emisoras de radio.

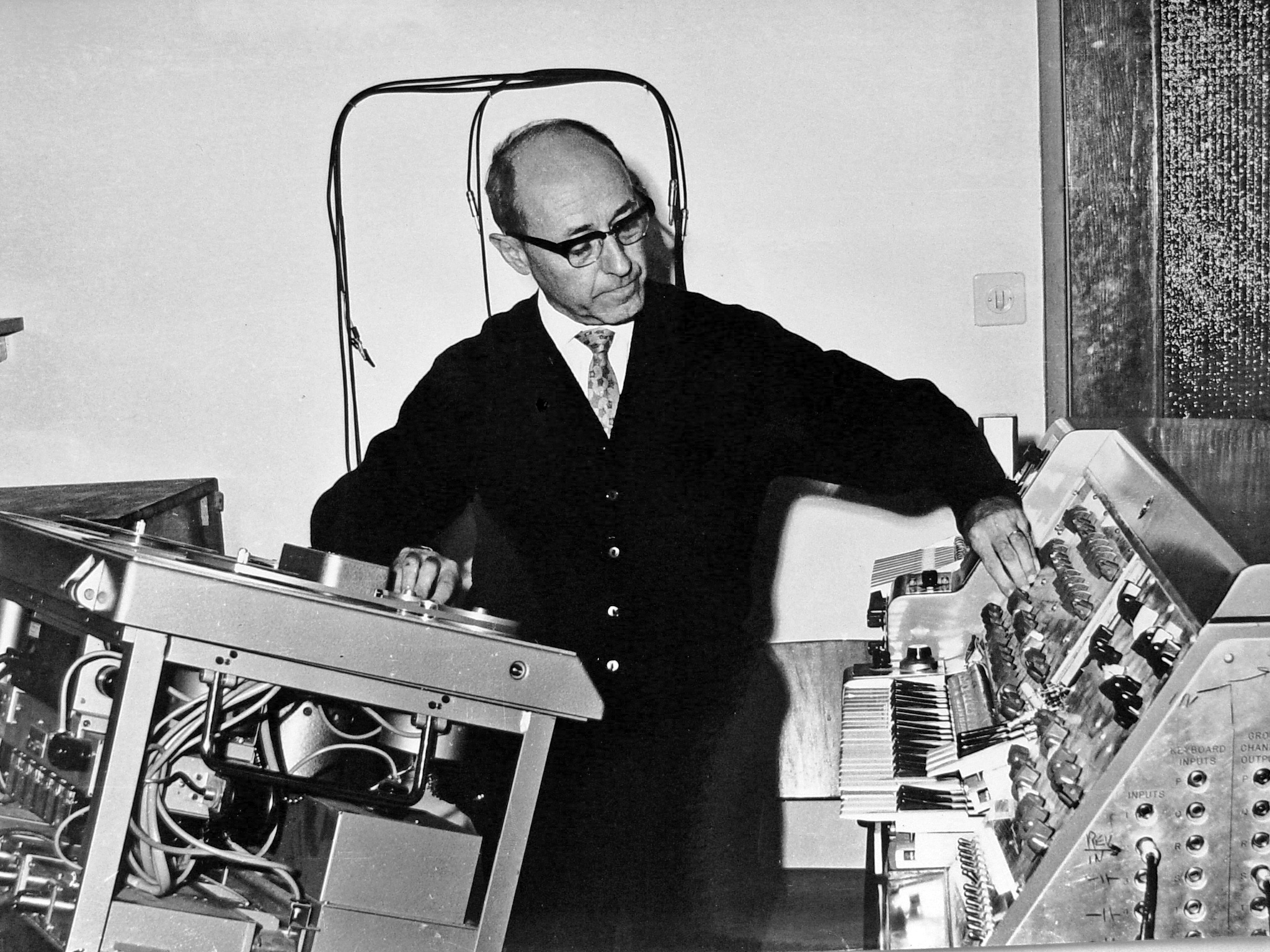
El compositor israelí Josef Tal en el Electronic Music Studio de Jerusalén (~1965). A la derecha, el sintetizador Hugh Le Caine.

En 1961, Josef Tal creó el Centre for Electronic Music in Israel en la Universidad Hebrea, y en 1962 Hugh Le Caine llegó a Jerusalén para instalar su Creative Tape Recorder en el centro.
Milton Babbitt compuso su primer trabajo electrónico utilizando el sintetizador, que fue creado mediante el RCA en el CPEMC. Las colaboraciones se realizaban superando las barreras de los océanos y continentes. En 1961, Ussachevsky invitó a Varèse al Columbia-Princeton Studio (CPEMC), siendo asistido por Mario Davidovsky y Bülent Arel. La intensa actividad del CPEMC, entre otros, inspiró a la creación en San Francisco del Tape Music Center en 1963, por Morton Subotnick junto a otros miembros adicionales, como Pauline Oliveros, Ramón Sender, Terry Riley y Anthony Martin. Un año después tuvo lugar el Primer Seminario de Música Electrónica en Checoslovaquia, organizado en el Radio Broadcast Station de Plzen.
A partir de este momento, se siguieron desarrollando nuevos instrumentos, donde uno de los más importantes avances tuvo lugar en 1964, cuando Robert Moog introdujo el sintetizador Moog, el primer sintetizador analógico controlado por un sistema integrado modular de control de voltaje. Moog Music introdujo posteriormente un sintetizador más pequeño con un teclado llamado Minimoog, que fue utilizado por multitud de compositores y universidades, haciéndose así muy popular. Un ejemplo clásico del uso del Moog de gran tamaño es el álbum Switched-On Bach, de Wendy Carlos.
En 1966, Pierre Schaeffer fundó el Groupe de Recherches Musicales (Grupo de Investigación Musical) para el estudio y la investigación de la música electrónica. Su programación está estructurada a partir de un compromiso en los procesos de difusión, investigación y creación de la música contemporánea y las tendencias en videoarte e imagen más actuales. Sus exhibiciones y conciertos son reproducidas en tiempo real mediante dispositivos electrónicos, interfaces de audio-vídeo y una plantilla de músicos y videoartistas nacionales e internacionales abiertos al uso de tecnologías punta.

### Música por ordenador
CSIRAC, el primer computador en reproducir música, realizó este acto públicamente en agosto de 1951. Una de las primeras demostraciones a gran escala de lo que se conoció como computer music fue una emisión nacional pregrabada en la red NBC para el programa Monitor el 10 de febrero de 1962. Un año antes, LaFarr Stuart programó el ordenador CYCLONE de la Universidad del Estado de Iowa para reproducir canciones sencillas y reconocibles a través de un altavoz amplificado adherido a un sistema originalmente utilizado para temas administrativos y de diagnóstico.
Los años 50, 60 y la década de los 70, presenciaron también el desarrollo de grandes marcos operativos para la síntesis informática. En 1957, Max Mathews de Bell Labs, desarrolló el programa MUSIC, culminando un lenguaje de síntesis directa digital.
En París, IRCAM se convirtió en el principal centro de investigación de música creada por computador, desarrollando el sistema informático Sogitec 4X que incluía un revolucionario sistema de procesamiento de señal digital en tiempo real. Répons (1981), obra para 24 músicos y 6 solistas de Pierre Boulez, utilizó el sistema 4X para transformar y dirigir a los solistas hacia un sistema de altavoces.

### Electrónica en vivo
En Estados Unidos, la electrónica en directo fue llevada a cabo por primera vez en los años 60 por miembros del Milton Cohen's Space Theater en Ann Arbor, Míchigan, entre los que se encontraban Gordon Mumma, Robert Ashley, David Tudor y The Sonic Arts Union, fundada en 1966 por los nombrados anteriormente, incluyendo también a Alvin Lucier y David Behrman. Los festivales ONCE, que mostraban música multimedia para teatro, fueron organizados por Robert Ashley y Gordon Mumma en Ann Arbor entre 1958 y 1969. En 1960, John Cage compuso Cartridge Music, una de las primeras obras de electrónica en vivo.
Los compositores y músicos de jazz, Paul Bley y Annette Peacock, fueron de los primeros en tocar en concierto utilizando sintetizadores Moog hacia finales de 1960. Peacock hacía un uso regular de un sintetizador Moog adaptado para procesar su voz tanto en el escenario como en grabaciones de estudio.
Con el transcurrir del tiempo, se empezaron a formar eventos sociales que trataban de aglutinar una gran cantidad de conciertos con varios artistas en directo. Hasta el momento son muchos los festivales que han manifestado la escena electrónica, marcando muchos de ellos récords de asistencia masiva al evento. Algunos festivales más representativos y destacados del género son:
- Love Parade
- Tomorrowland (festival)
- Ultra Music Festival
- Street Parade
- Qlimax
- Defqon.1
- Electric Daisy Carnival
- Life in Color
- I Love Techno
- Festival de Música y Artes de Coachella Valley
- Trance Energy
- Barcelona Beach Festival
- Creamfields
- Yo amo los 90

Actualmente siguen surgiendo megafestivales que buscan expandir la esencia del género electrónico.

### Sintetizadores
Robert Moog (también conocido como Bob Moog), a finales de 1963, conoció al compositor experimental Herbert Deutsch, quien, en su búsqueda por sonidos electrónicos nuevos, inspiró a Moog a crear su primer sintetizador, el Sintetizador Modular Moog.
El Moog, aunque era conocido con anterioridad por la comunidad educativa y musical, fue presentado a la sociedad en el otoño de 1964, cuando Bob hizo una demostración durante la Convención de la Sociedad de Ingeniería de Audio, celebrada en Los Ángeles. En esta convención, Moog ya recibió sus primeros pedidos y el negocio despegó.
La compañía Moog Music creció de forma espectacular durante los primeros años, haciéndose aún más conocida cuando Wendy Carlos editó el álbum Switched on Bach. Bob diseñó y comercializó nuevos modelos, como el Minimoog (la primera versión portátil del Moog Modular), el Moog Taurus (teclado de pedales de una octava de extensión, con transposición para bajos y agudos), el PolyMoog (primer modelo 100% polifónico), el MemoryMoog (polifónico, equivalía a seis MiniMoog's en uno), el MinitMoog, el Moog Sanctuary, etc.
Moog no supo gestionar bien su empresa y esta pasó de tener listas de espera de nueve meses a no recibir ningún pedido. Agobiado por las deudas perdió el control de la empresa y fue adquirida por un inversor. Aun así, continuó diseñando instrumentos musicales hasta 1977, cuando abandonó Moog Music y se mudó a un pequeño poblado en las montañas Apalaches. La Moog Music se derrumbó poco después.
En 1967, Kato se acercó al ingeniero Fumio Mieda, quien deseaba iniciarse en la construcción de teclados musicales. Impulsado por el entusiasmo de Mieda, Kato le pidió construir un prototipo de teclado y, 18 meses después, Mieda le presentó un órgano programable. La compañía Keio vendió este órgano bajo la marca Korg, hecha de la combinación de su nombre con la palabra órgano, en inglés Organ.
Los órganos producidos por Keio fueron exitosos a finales de los años 60 y principios de los 70, pero, consciente de la competencia con los grandes fabricantes de órganos ya establecidos, Kato decidió usar la tecnología del órgano electrónico para construir teclados dirigidos al mercado de los sintetizadores. De hecho, el primer sintetizador de Keio (MiniKorg) fue presentado en 1973. Después del éxito de este instrumento, Keio presentó diversos sintetizadores de bajo costo durante los años 1970 y 80 bajo la marca Korg.

## Finales de la década de 1960 - comienzos de la década de 1980
En 1970, Charles Wuorinen compuso Time's Encomium, convirtiéndose así en el primer ganador del Premio Pulitzer por ser una composición completamente electrónica. Los años 1970 también vieron cómo se generalizaba el uso de sintetizadores en la música rock, con ejemplos como: Pink Floyd, Tangerine Dream, Yes y Emerson, Lake & Palmer, etc.

### Nacimiento de la música electrónica popular
A lo largo de los años 1970, bandas como The Residents y Can abanderaron un movimiento de música experimental que incorporaba elementos de música electrónica. Can fue uno de los primeros grupos en utilizar loops de cinta para la sección de ritmo, mientras que The Residents creaban sus propias cajas de ritmos. También en esta época diferentes bandas de rock, desde Genesis hasta The Cars, comenzaron a incorporar sintetizadores en sus arreglos de rock.
En 1979, el músico Gary Numan contribuyó a llevar la música electrónica a un público más amplio con su hit pop Cars, del álbum The Pleasure Principle. Otros grupos y artistas que contribuyeron significativamente a popularizar la música creada exclusiva o fundamentalmente de modo electrónico fueron Kraftwerk, Depeche Mode, Jean Michel Jarre, Mike Oldfield o Vangelis.

### Nacimiento del MIDI
En 1980, un grupo de músicos y fabricantes se pusieron de acuerdo para estandarizar una interfaz a través de la que diferentes instrumentos pudieran comunicarse entre ellos y con el ordenador principal. El estándar se denominó MIDI (Musical Instrument Digital Interface). En agosto de 1983, la especificación 1.0 de MIDI fue finalizada.
La llegada de la tecnología MIDI permitió que con el simple acto de presionar una tecla, controlar una rueda, mover un pedal o dar una orden en un microordenador, se pudieran activar todos y cada uno de los dispositivos del estudio remotamente y de forma sincronizada, respondiendo cada dispositivo de acuerdo a las condiciones prefijadas por el compositor.
Miller Puckette desarrolló un software para el procesamiento gráfico de señal de 4X llamado Max, que posteriormente sería incorporado a Macintosh para el control de MIDI en tiempo real, haciendo que la composición algorítmica estuviera disponible para cualquier compositor que tuviera un mínimo conocimiento de programación informática.

### Síntesis digital
En 1979, la empresa australiana Fairlight lanzó el Fairlight CMI (Computer Musical Instrument), el primer sistema práctico de sampler polifónico digital. En 1983, Yamaha introdujo el primer sintetizador digital autónomo, el DX-7, el cual utilizaba síntetis de modulación de frecuencia (síntesis FM), probada por primera vez por John Chowning en Stanford a finales de los años 1960.

## Finales de la década de 1980 - década de 1990

### Crecimiento de la música dance
Hacia finales de los años 80, los discos de música de baile que utilizaban instrumentación exclusivamente electrónica se hicieron cada vez más populares. Esta tendencia ha continuado hasta el presente, siendo habitual escuchar música electrónica en los clubs de todo el mundo.

### Avance en la música
En los años 90, comenzó a ser posible llevar a cabo actuaciones con la asistencia de ordenadores interactivos. Otro avance reciente es la composición Begin Again Again de Tod Machover (MIT y IRCAM) para hyper chelo, un sistema interactivo de sensores que miden los movimientos físicos del chelista. Max Methews desarrolló el programa Conductor para control en tiempo real del tempo, la dinámica y el timbre de un tema electrónico.

## SigloXXI

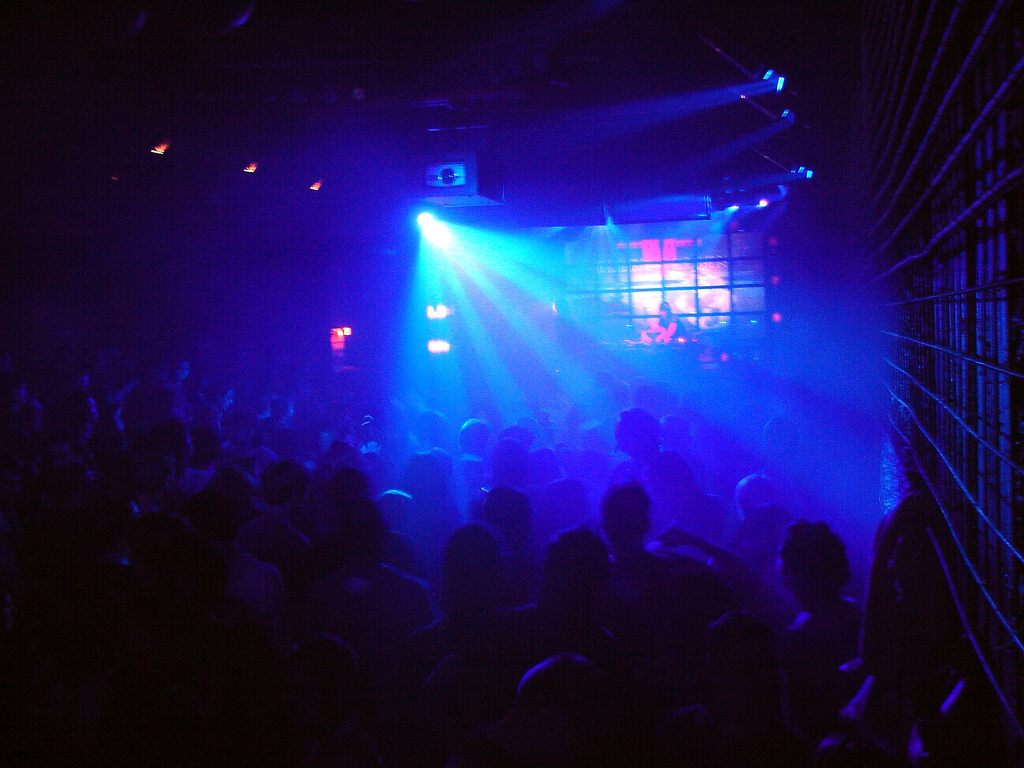
Una fiesta nocturna rave de música dance en Viena en 2005.

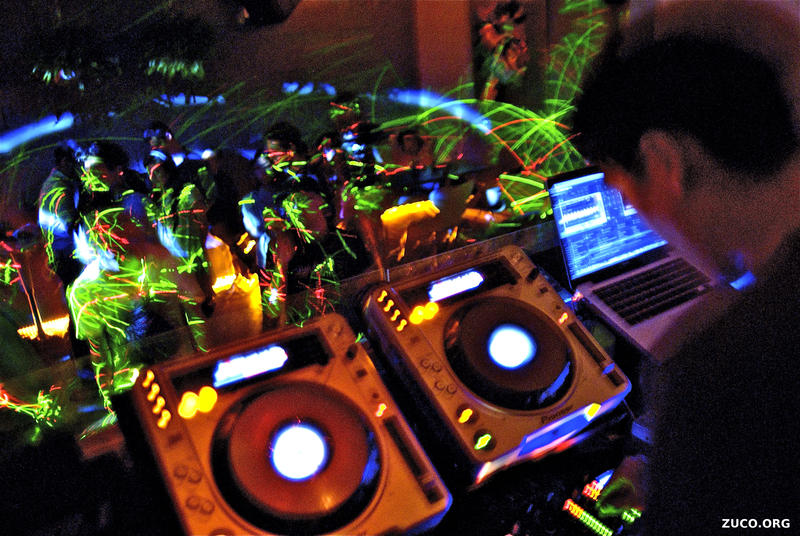
Equipo de música electrónica en 2009.

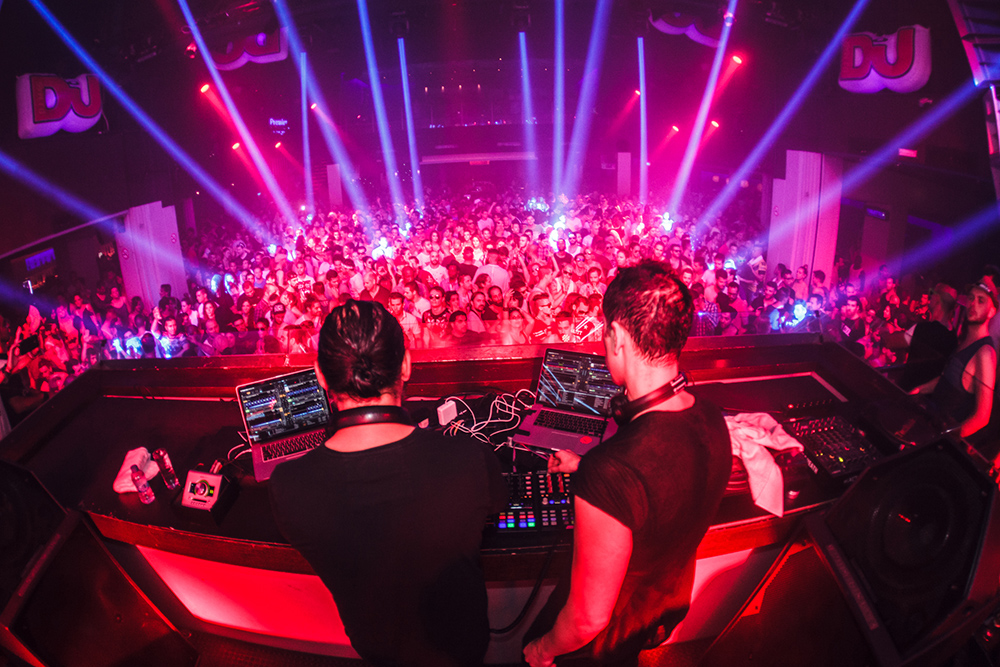
Un dj actuando en una fiesta de una discoteca, año 2015.

A medida que la tecnología informática se hace más accesible y el software musical avanza, la producción musical es posible utilizando medios que no guardan ninguna relación con las prácticas tradicionales. Lo mismo ocurre con los conciertos, extendiéndose su práctica utilizando ordenadores portátiles y live coding. Se populariza el término Live PA para describir cualquier tipo de actuación en vivo de música electrónica, ya sea utilizando ordenador, sintetizador u otros dispositivos.
En las décadas de 1990 y 2000 surgieron diferentes entornos virtuales de estudio construidos sobre software, entre los que destacan productos como Reason, de Propellerhead, y Ableton Live, que se hacen cada vez más populares. Estas herramientas proveen alternativas útiles y baratas para los estudios de producción basados en hardware. Gracias a los avances en la tecnología de microprocesadores, se hace posible crear música de elevada calidad utilizando poco más que un solo ordenador. Estos avances han democratizado la creación musical, incrementándose así masivamente y estando disponible al público en internet.
El avance del software y de los entornos de producción virtuales ha llevado a que toda una serie de dispositivos, antiguamente solo existentes como hardware, estén ahora disponibles como piezas virtuales, herramientas o plugins de los software. Algunos de los softwares más populares son Max/Msp y Reaktor, así como paquetes de código abierto tales como Pure data, SuperCollider y ChucK.
Los avances en la miniaturización de los componentes electrónicos, que en su época facilitaron el acceso a instrumentos y tecnologías usadas solo por músicos con grandes recursos económicos, han dado lugar a una nueva revolución en las herramientas electrónicas usadas para la creación musical. Por ejemplo, durante los años 90, los teléfonos móviles incorporaban generadores de tonos monofónicos que algunas fábricas usaron no solo para generar los Ringtones de sus equipos, sino que permitieron a sus usuarios tener algunas herramientas de creación musical. Posteriormente, los cada vez más pequeños y potentes computadores portátiles, computadores de bolsillo y asistentes digitales personales (del inglés PDA) abrieron camino a las actuales tablets y teléfonos inteligentes que permiten no solo el uso de generadores de tono, sino el de otras herramientas como samplers, sintetizadores monofónicos y polifónicos, grabación multipista, etc. Los que permiten la creación musical en casi cualquier lugar.

### Dungeon synth
A principios de los años 1990 surgió el dungeon synth, un género musical de música electrónica que nació de entre los miembros de la escena del black metal de segunda ola. Este toma influencias del black metal y el dark ambient.
El género emplea estéticas y temas típicamente asociados con el black metal yuxtapuestos al típico tremolo-picking pesado, blast-beats y voces ásperas y chillonas del black metal a través de composiciones de música instrumental o ambiental comúnmente utilizadas como introducciones, interludios o "outros" en álbumes de black metal, death metal y heavy metal a lo largo de los años 1980 y 1990. Aunque a menudo se combina con motivos medievales y de fantasía a lo largo de la década de 1990 en adelante, algunos contemporáneos destacados del dungeon synth rechazan la prevalencia excesiva de temas de alta fantasía. El dungeon synth se compara polémicamente con la música de videojuegos, debido a las influencias de fantasía, el uso y la superposición de sintetizadores y un enfoque en el ambiente, pero el músico noruego Mortiis (Håvard Ellefsen) y otros han rechazado la influencia de las bandas sonoras de videojuegos en el dungeon synth. 
Mortiis es un importante intérprete de este género y el estilo es muy frecuente en los primeros lanzamientos como Født til å Herske y lanzamientos posteriores del regreso al sonido de la "Era I", principalmente Spirit of Rebellion.  Otros contemporáneos destacados del género incluyen Old Tower, Sombre Arcane, Thangorodrim y Depressed Silence; la mayoría de los cuales han realizado giras o presentaciones en vivo regularmente además de publicar música. Mortiis, junto con Burzum, normalmente es citado como el progenitor de facto del género propiamente dicho, y cada uno es citado regularmente por haber influenciado actos posteriores asociados con el dungeon synth.